# Sadroc
Sadroc (okzitanisch Sadran) ist eine französische Gemeinde im Département Corrèze am westlichen Rand des Zentralmassivs. Die Gemeinde ist Mitglied des Gemeindeverbandes Communauté d’agglomération du Bassin de Brive. Die Einwohner nennen sich Sadrocois(es).

## Geografie
Tulle, die Präfektur des Départements, liegt ungefähr 24 Kilometer östlich, Brive-la-Gaillarde etwa 19 Kilometer südlich und Uzerche rund 18 Kilometer nördlich. Im Bassin von Brive gelegen, wird die Gemeinde vom Fluss Maumont, einem rechten Zufluss zur Corrèze, im Südosten begrenzt.

### Nachbargemeinden
Nachbargemeinden von Sadroc sind Saint-Pardoux-l’Ortigier im Nordosten, Saint-Germain-les-Vergnes im Osten, Sainte-Féréole im Südosten, Donzenac im Süden, Allassac im Südwesten und Saint-Bonnet-l’Enfantier im Nordwesten.

### Verkehr
Die Anschlussstelle 47 zur Autoroute A20 liegt etwa fünf Kilometer südlich.

## Wappen
Beschreibung: In Blau drei pfahlgestellte fünfstrahlige goldene Sterne.

## Bevölkerungsentwicklung

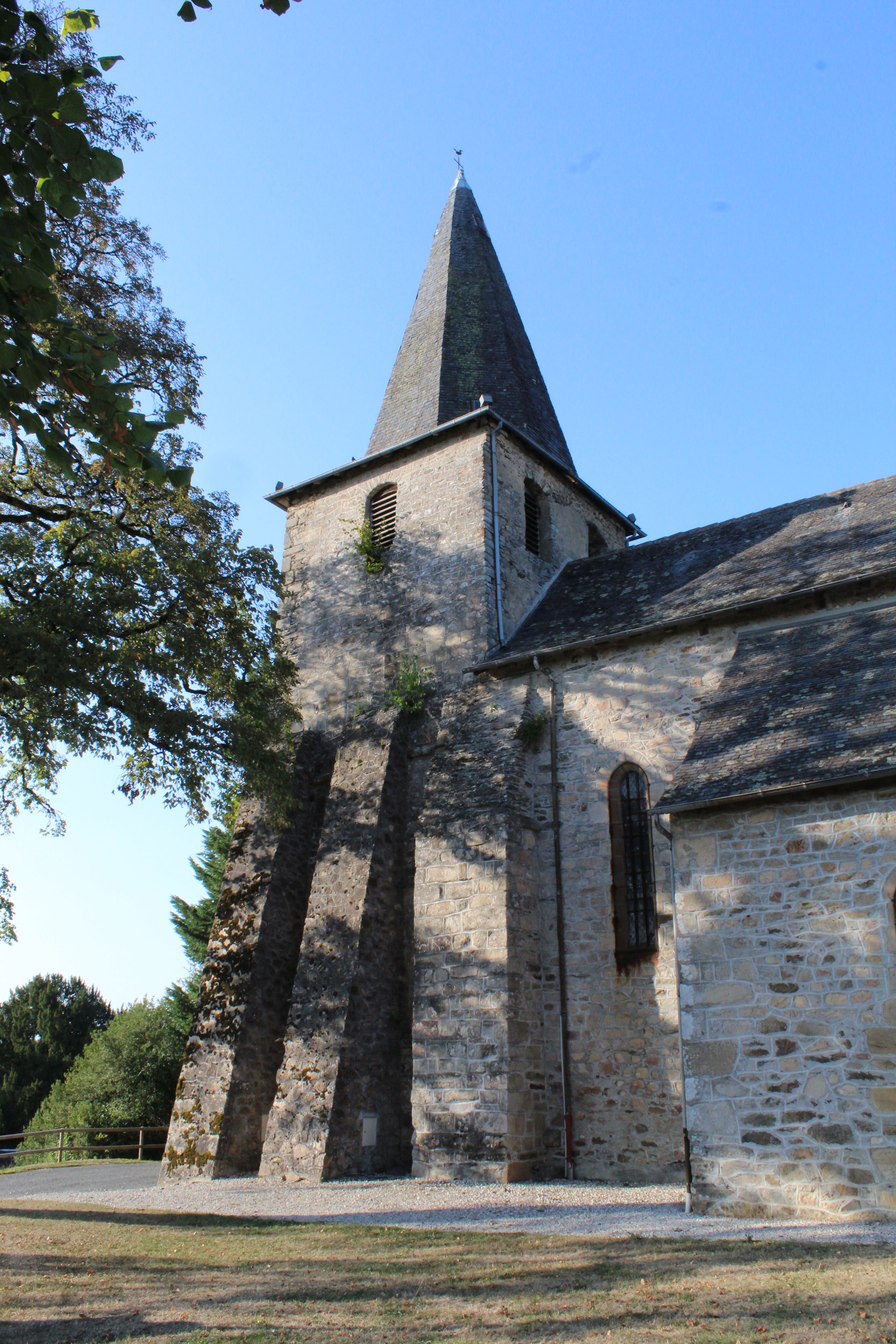
Kirche Saint-Pierre

| Jahr      | 1968 | 1975 | 1982 | 1990 | 1999 | 2009 | 2018 |
| Einwohner | 647  | 586  | 594  | 634  | 636  | 798  | 952  |